# Flávio Ribeiro Coutinho
Flávio Ribeiro Coutinho (Pilar, 20 de julho de 1882 – Rio de Janeiro, 26 de maio de 1963) foi um médico, industrial, banqueiro e político brasileiro. Presidiu a Associação Comercial da Paraíba e o Sindicato do Açúcar. Foi Deputado estadual, Deputado federal, vice-Governador e Governador da Paraíba, tendo integrado, ao longo de sua carreira política, o PRP, a UDN e o PSD. Foi acionista do Banco Comércio e Indústria da Paraíba e proprietário da Usina Santa Rita.

## Biografia
Filho de João Ribeiro da Silva Coutinho e Ana Ferreira de Castro Ribeiro Coutinho, teve onze irmãos. Flávio nasceu a 20 de julho de 1882, na fazenda Chaves, localizada no distrito Gurinhém, que posteriormente se emanciparia do município de Pilar. Após seus estudos de primeiras letras, Flávio foi levado ao internato no Instituto Bananeirense, sob a direção de Sizenando de Miranda Henriques, onde concluiu o primário. Em seguida, cursou o secundário no Colégio Diocesano Pio X, na capital da Paraíba. Em 1901, desembarcou no cais do porto de Salvador, capital da Bahia, onde se matriculou, após a aprovação no vestibular, na Faculdade de Medicina da Bahia. Seu tio materno, que também se chamava Flávio, seguira o mesmo roteiro na década de 1880. Casou com  Berenice Mindêllo, com quem teve 6 filhos: Francisco Leocádio, Ana Rita, Berenice Maria, Francisca Ninosa, José Painho e João Crisóstomo Ribeiro Coutinho.

## O industrial
Novamente na Paraíba, Flávio Ribeiro associou-se aos irmãos na compra da Usina S. João, integrando a firma João Úrsulo & Irmãos, até quando, em 1922, adquiriu por conta própria a Usina Cumbe, a que deu o nome de Santa Rita. De firma individual passou a Sociedade Anônima a 27 de março de 1933.

## O banqueiro
Homem empreendedor, lidando com as classes produtoras do Estado, compreendeu que o emperro da economia paraibana, muito dependia da restrição de crédito, eterno pesadelo para o comerciante, o agricultor e o industrial. Tentando amenizar tal situação, fundou e instalou a 29 de março de 1947, o Banco Comércio e Indústria da Paraíba S/A, cuja primeira diretoria estava assim constituída:
- Presidente: Flávio Ribeiro Coutinho;
- Vice-Presidente: Odilon Maroja Ribeiro Coutinho;
- Secretário: Flaviano Ribeiro Coutinho.

A relevância desta casa bancária em favor da Paraíba, ressaltava, principalmente, do princípio de que, maior parte de seus capitais seriam empregados em prol das iniciativas locais. Começando o banco com um capital de cinco milhões de cruzeiros em 1947, teve-o aumentado para dez milhões e, por fim, em 1955, já o era da ordem de vinte e cinco milhões.

## Carreira política

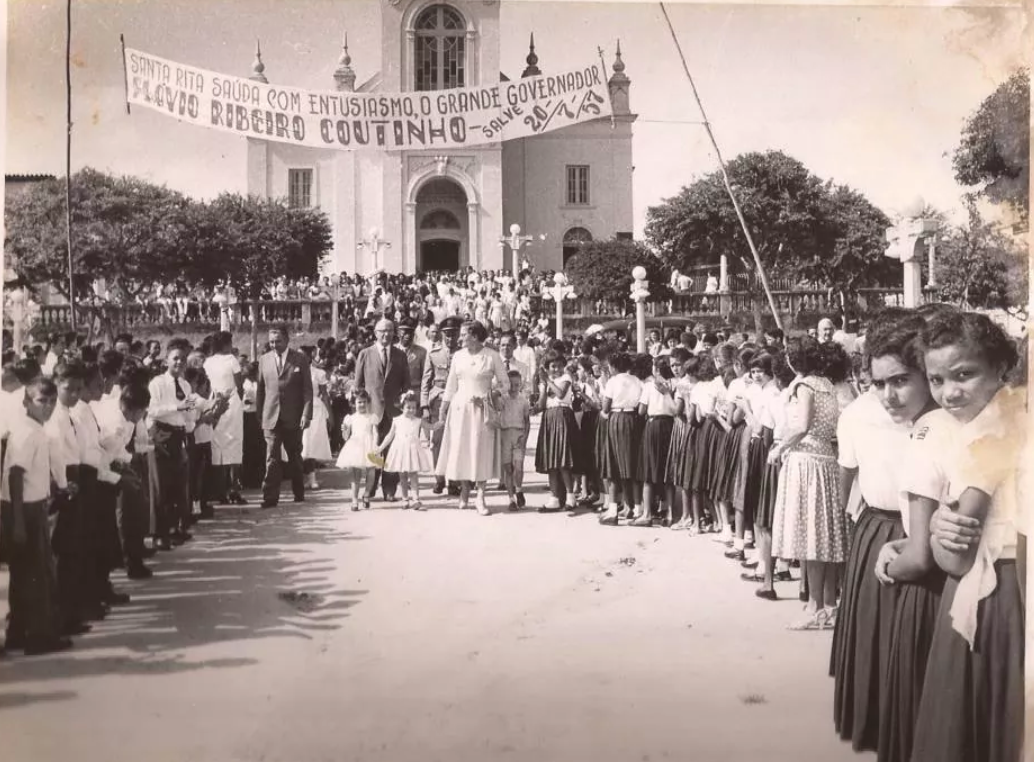
Santa Rita recepciona o Governador Flávio Ribeiro Coutinho.

Líder político em Itabaiana, Flávio elegeu-se Deputado estadual para a legislatura de 1924/1927, sendo reconduzido em 1947, quando presidiu a Assembleia Legislativa em pleno Processo Constituinte estadual. Foi vice-Governador do Estado, Deputado federal eleito em 1930, presidente efetivo da UDN na Paraíba em 1945, 1946, 1950 e 1953, e Governador eleito do Estado da Paraíba em 1956.
Graças às articulações de José Américo de Almeida visando a sua sucessão, os grandes partidos realizaram um acordo em torno do nome de Flávio Coutinho ao Palácio da Redenção. Correligionário de Epitácio Pessoa, foi prefeito de Itabaiana por breve período. Em 1924 foi eleito deputado estadual, porém renunciou ao ser escolhido segundo vice-presidente do estado no governo João Suassuna. Eleito deputado federal, teve o mandato extinto por causa da Revolução de 1930. A seguir militou em partidos de âmbito estadual e durante o Estado Novo integrou órgãos como o Conselho de Administração e presidiu o Departamento Administrativo da Paraíba, além de presidir a Associação Comercial do respectivo estado e o Sindicato da Indústria do Açúcar, o qual fundou. Nascido em Pilar, foi prócer e fundador da UDN paraibana ao lado de José Américo de Almeida e Argemiro de Figueiredo, presidiu o diretório estadual da legenda e foi eleito deputado estadual em 1947 figurando como suplente de deputado federal no pleito seguinte. Eleito governador em 1955 para um mandato de cinco anos, licenciou-se do cargo para tratamento de saúde e por fim renunciou. Ressalte-se que o percentual obtido por Flávio Coutinho jamais foi superado na história paraibana.

## Homenagens póstumas
- Avenida Governador Flávio Ribeiro Coutinho, localizada no Bairro de Manaíra, João Pessoa. É muito conhecida como Retão de Manaíra - por ter uma extensão total de quase 1600 metros (1,6 Km)
- Hospital e Maternidade Governador Flávio Ribeiro Coutinho,  localizado no município de Santa Rita.